# State Farm Arena
El State Farm Arena, anteriorment conegut com a Philips Arena, és un pavelló esportiu localitzat a Atlanta, Geòrgia (EUA). Acabat de construir el 1999 amb un cost de 213.5 milions de dòlars, és on els Atlanta Hawks de l'NBA i els Georgia Force de l'Arena Football League juguen els seus partits com a locals. També va ser el seu de l'antic equip, els Atlanta Thrashers de la NHL. És propietat d'Atlanta-Fulton County Recreation Authority. En el pavelló hi caben 16.600 espectadors pels partits de bàsquet, a més d'incloure 96 suites de luxe i 2.100 seients de club. Per a concerts i altres esdeveniments d'oci, la capacitat augmenta fins als 21.000 espectadors.
El pavelló porta el nom del seu patrocinador, Philips Electronics, i per aquest motiu disposa de moltes pantalles de televisió fabricades per Philips. El complex està connectat amb el CNN Center.

## Galeria

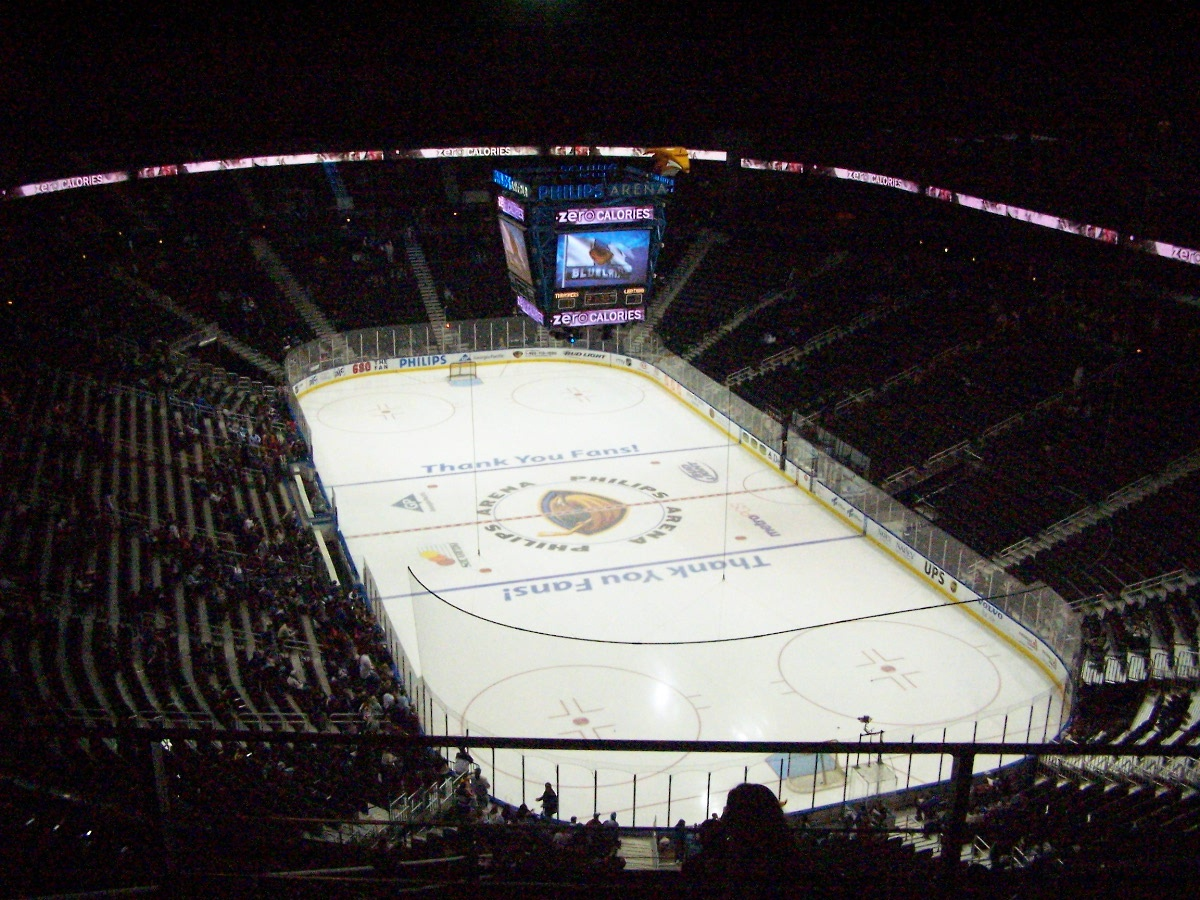
Partit d'hoquei
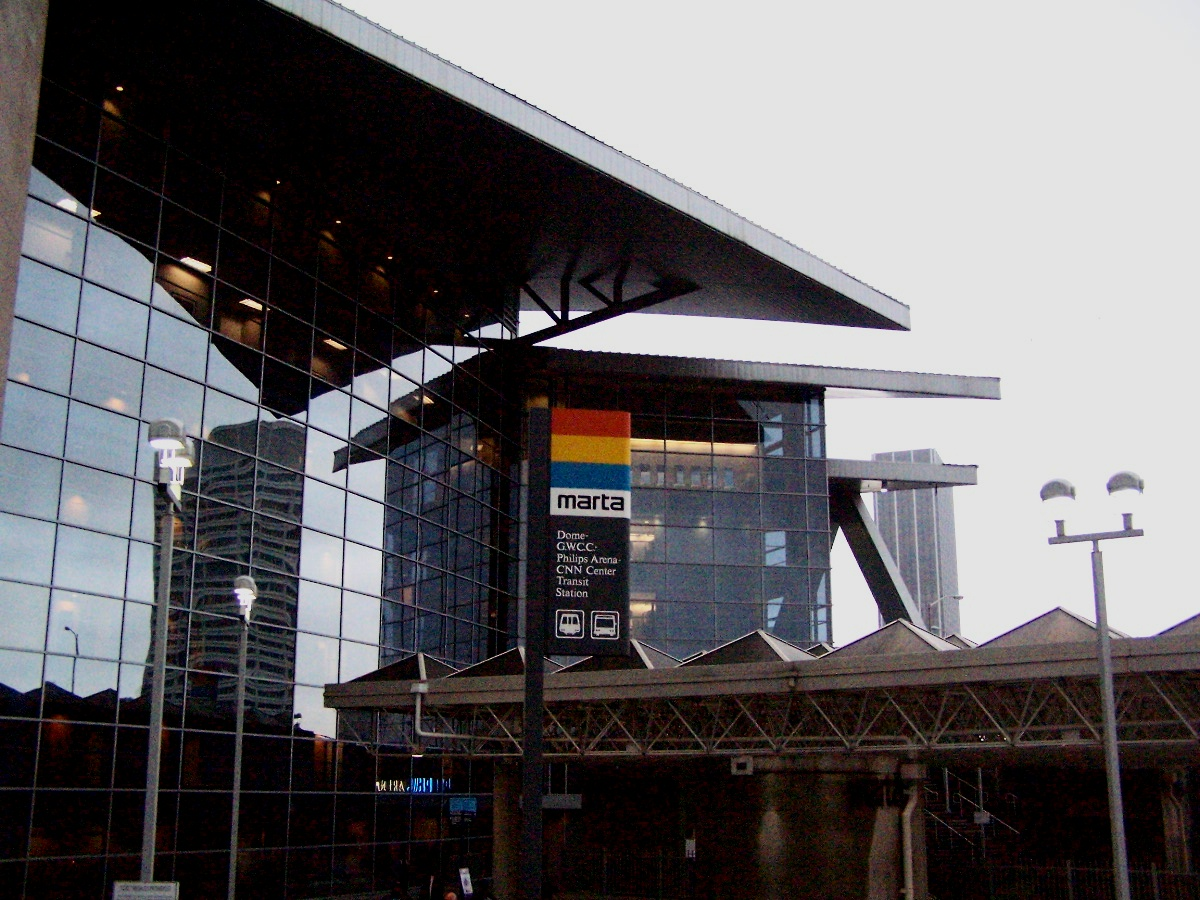
Exterior del State Farm Arena
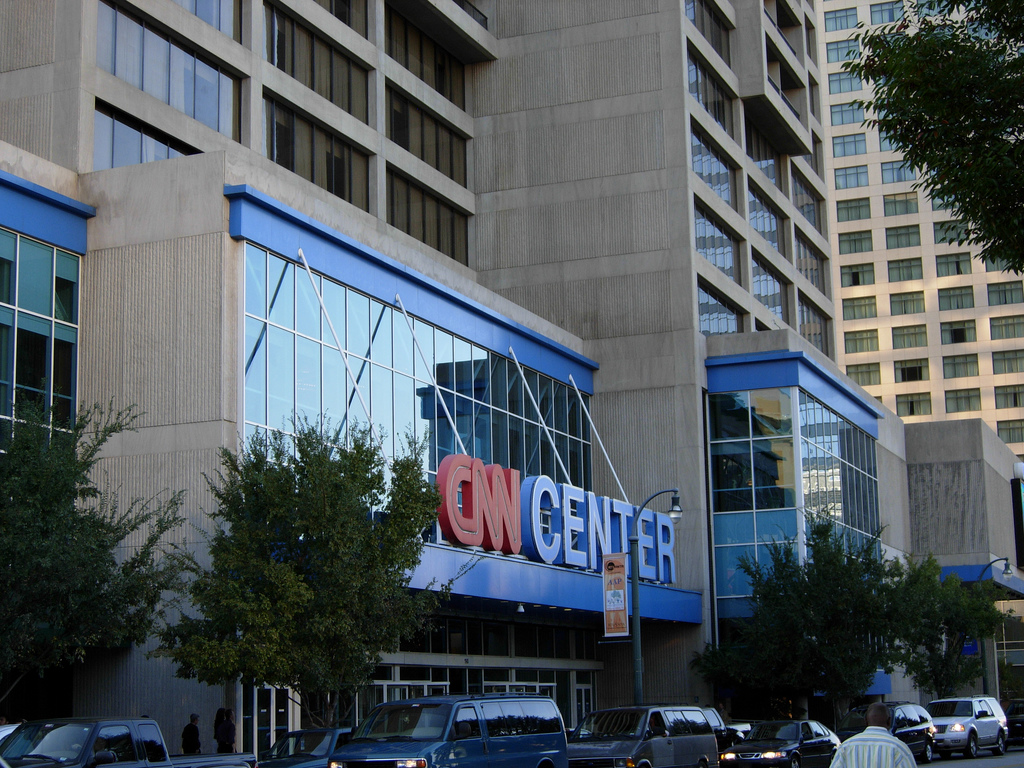
CNN Center